# Рассвет (Ейский район)
Рассве́т — хутор в Ейском районе Краснодарского края, входит в состав Александровского сельского поселения.

## География
- Находится в 1,5 км от посёлка Степной.

### Улицы
- ул. Рабочая.

## Население
| 2002 | 2010 |
| ---- | ---- |
| 51   | ↘47  |